# Cap-Vert
Ne doit pas être confondu avec Presqu'île du Cap-Vert.
« Cabo Verde » redirige ici. Pour les autres significations, voir Cabo Verde (homonymie).
République du Cap-Vert
(pt) República de Cabo Verde 

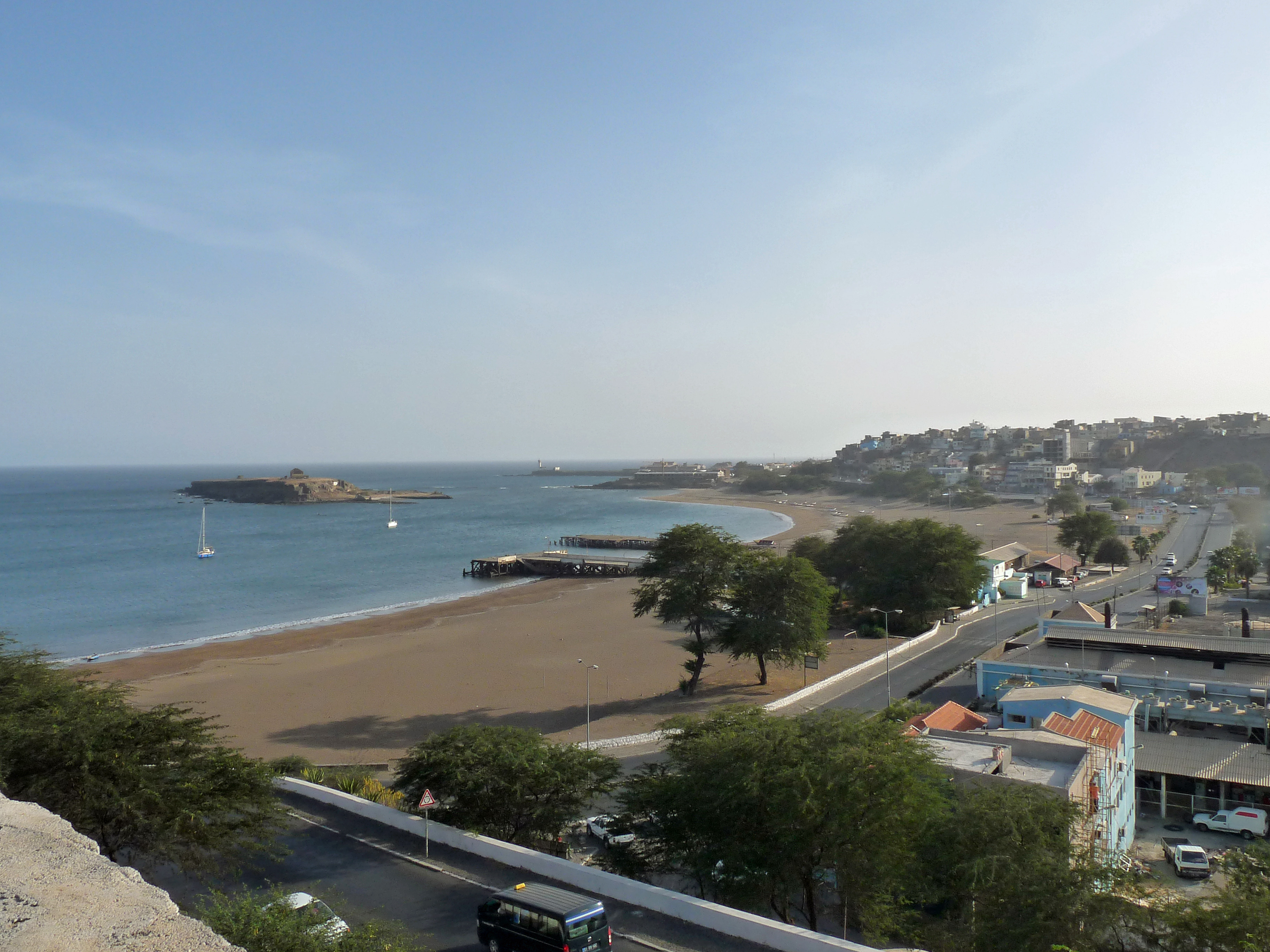
Plage de Gamboa à Praia

Le Cap-Vert ou Cabo Verde, en forme longue la république du Cap-Vert ou république de Cabo Verde (en portugais : Cabo Verde et República de Cabo Verde) est un État insulaire d'Afrique de l'Ouest, composé d'un archipel de dix îles volcaniques. Situé dans l'océan Atlantique, au large des côtes du Sénégal et de la Mauritanie, il couvre une superficie d'environ 4 000 km2. Praia, la capitale, se trouve à 644 km à l'ouest de la presqu'île du Cap-Vert, au Sénégal. L'archipel se divise en deux séries d'îles : au sud, les îles de Sotavento (Brava, Fogo, São Tiago ou Santiago et Maio) et au nord, les îles de Barlavento (Boa Vista, Sal, São Nicolau, Santa Luzia, São Vicente et Santo Antão). L'île de Santiago comprend à elle seule plus de la moitié de la population du pays, et Praia est la plus grande ville du pays.
Les îles étaient inhabitées avant l'arrivée des premiers explorateurs portugais en 1456. Première colonie européenne dans les tropiques, elle sert de tête de pont à la traite des esclaves et au commerce triangulaire. Le Cap-Vert attire alors de nombreux corsaires et pirates, parmi lesquels Francis Drake vers 1580. Le naturaliste Charles Darwin visite également l'archipel en 1832. La colonie continue de croître au XIXe siècle en devenant une escale sur les routes maritimes menant aux Indes orientales et à l'Australie. Au cours du XXe siècle, plusieurs famines déciment la population. Le pays accède à l'indépendance en 1975 et devient membre de la CEDEAO l'année suivante. À cette époque, de nombreux Cap-Verdiens émigrent à l'étranger, constituant une diaspora supérieure en nombre à la population résidente du pays. La plupart des habitants se définissent aujourd'hui comme créoles.
De nos jours, le Cap-Vert possède une économie centrée sur la production de services, notamment dans le tourisme. De langues portugaise et créole capverdien, sa culture se nourrit d'influences européennes et africaines. La musique capverdienne et ses différentes composantes (funaná, coladeira, morna, la kizomba), ont été popularisées dans le monde entier par la chanteuse Cesária Évora. Le catholicisme est la religion dominante (73 %) et le clergé a encore une forte influence sur la population.

## Toponymie
Le nom du pays, Cap-Vert, résulte de l’abrégement du nom de l’archipel, les îles du Cap-Vert, en référence au « cap Vert » sur la côte la plus proche du continent, à 600 km sur la presqu'île du Cap-Vert à Dakar au Sénégal. L’expression « presqu'île du Cap-Vert »  est un pléonasme pour le cap sénégalais (autrefois fertile mais aujourd’hui très largement urbanisé en dehors d’un petit parc sur sa côte nord), mais c’est un oxymore relativement à l’archipel lui-même, qui en est très éloigné dans l’océan Atlantique et dont le paysage volcanique (régulièrement balayé par les vents poussiéreux venus du Sahara) est particulièrement sec et quasiment stérile.
À la demande du gouvernement cap-verdien, le nom portugais Cabo Verde est désormais en usage officiel en français auprès de l’ONU. En revanche, aucune autorité francophone de toponymie ne le reconnaît : « Cap-Vert » et « République du Cap-Vert » (en forme longue) sont toujours les seuls noms recommandés par la Commission d’enrichissement de la langue française, retenus par Commission nationale de toponymie et publiés au Journal officiel en France.

## Histoire

### DuXVesiècleà la fin duXVIIIe

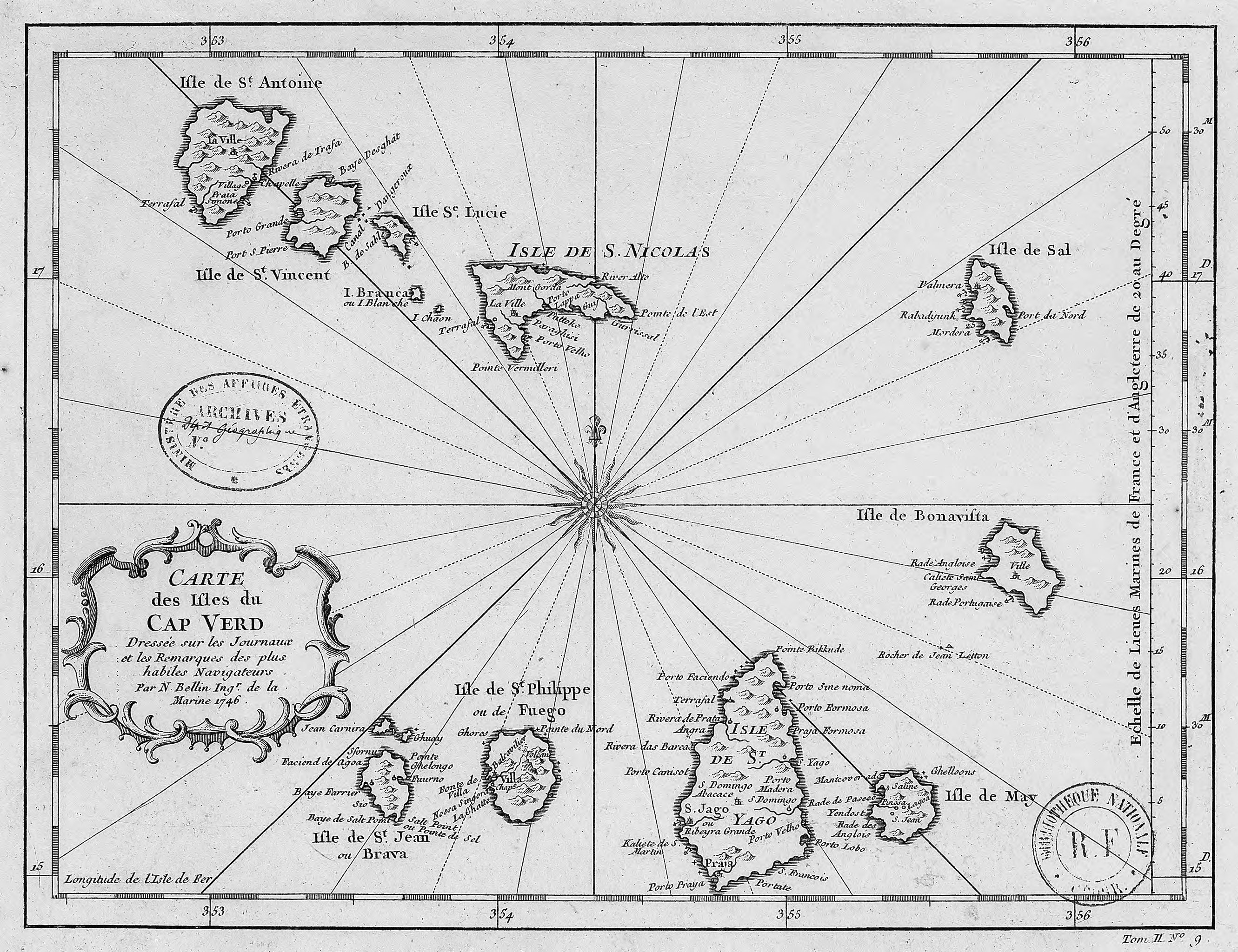
Carte des isles du Cap Verd, réalisée en 1746 par Jacques-Nicolas Bellin (1703-1772).

Les îles du Cap-Vert sont inhabitées jusqu'à l'arrivée des colons européens. L'archipel est découvert par des explorateurs génois et portugais vers 1456. La découverte de l'île est généralement attribuée au navigateur génois Antonio de Noli, que le roi Alphonse V nomme gouverneur du Cap-Vert. Des explorateurs ont également associé aux découvertes les noms de Diogo Gomes (lieutenant de Noli, qui prétend avoir été le premier à accoster et avoir nommé l'île de Santiago), Diogo Dias, Diogo Afonso et le Vénitien Alvise Cadamosto. En 1462, les Portugais parviennent à Santiago et fondent une colonie, Ribeira Grande (aujourd'hui Cidade Velha), le premier établissement européen dans les tropiques.
Au XVIe siècle, l'économie de l'île prospère grâce aux bénéfices tirés de la traite négrière transatlantique. Des corsaires originaires de la régence d'Alger attaquent occasionnellement les bâtiments portugais. Francis Drake, un corsaire anglais mandaté par une lettre de marque de la couronne britannique, pille à deux reprises Ribeira Grande (alors capitale du Cap-Vert) en 1585. Après une attaque de la France en 1712, le déclin de la ville s'amorce au profit de Praia, qui devient la nouvelle capitale en 1770.

### Occupation Ottomane de la régence d'Alger
Les îles du Cap-Vert ont servi de base navale à certains corsaires originaires de la régence d'Alger après le pillage de Madère en 1617. En effet, durant cette période, ces corsaires s'établissent temporairement dans l’Atlantique afin d’attaquer les navires marchands circulant dans cette zone. »,.

### XIXeetXXesiècles: vers l'indépendance
Le déclin du commerce des esclaves au XIXe siècle provoque une crise économique qui rompt progressivement la prospérité de l'archipel. Cependant, en raison de sa position stratégique à la moitié de la traversée de l'océan Atlantique depuis l'Europe, le Cap-Vert devient une escale privilégiée pour les lignes maritimes. Grâce à son port bien abrité, la ville de Mindelo (île de São Vicente) devient un important centre commercial de réapprovisionnement des navires. Le diplomate américain Edmund Roberts y effectue ainsi une halte en 1832. Les sécheresses chroniques dues à la déforestation entrainent toutefois des famines régulières, accentuées par l'absence d'aide alimentaire. Entre 1941 et 1948, on compte ainsi 50 000 morts, soit plus du tiers de la population, dans l'indifférence des autorités portugaises.
Le manque de ressources naturelles et d'investissements effectués par les Portugais provoquent le mécontentement de la population[pas clair]. Les colons refusent en outre toute velléité d'autonomie locale. Les revendications autonomistes croissent au cours du XXe siècle. Afin d'apaiser la situation politique et de satisfaire le mouvement nationaliste émergent, le Portugal modifie le statut juridique du Cap-Vert en 1951 : de simple colonie, l'archipel devient une province ultramarine. À partir de 1956, les indépendantistes du Cap-Vert, menés par Amílcar Cabral, et de la Guinée — autre possession portugaise en Afrique de l'Ouest —, s'allient pour former le Parti africain pour l'indépendance de la Guinée et du Cap-Vert (PAIGC).
Le PAIGC exige alors des améliorations sur les plans économique, social et politique au Cap-Vert et en Guinée portugaise, posant ainsi les bases des mouvements indépendantistes de ces deux nations. En 1960, le parti installe son siège social à Conakry, en Guinée. L'année suivante, débute la rébellion armée du PAIGC contre les troupes portugaises : les actes de sabotage se transforment peu à peu en véritable guerre entre les 10 000 soldats du PAIGC, soutenus par l'Union soviétique, et les 35 000 soldats des troupes gouvernementales alliées à d'autres pays africains.
En 1972, les troupes du PAIGC contrôlent la plus grande partie du territoire de la Guinée portugaise, malgré la présence de soldats portugais, mais l'organisation ne parvient pas à s'emparer des îles du Cap-Vert. En 1972, les Nations unies finissent par considérer le PAIGC comme « véritable et légitime représentant des peuples de la Guinée et du Cap-Vert ». Amílcar Cabral est assassiné le 20 janvier 1973 à Conakry par des membres de la branche militaire du parti, en relation avec des agents des autorités portugaises. La Guinée déclare son indépendance en 1973 et est reconnue indépendante de jure en septembre 1974 par le Portugal : elle devient la Guinée-Bissau et a pour premier dirigeant Luís Cabral, le demi-frère du leader indépendantiste capverdien. Déstabilisé par des problèmes politiques internes (la révolution des Œillets d'avril 1974), le Portugal ne peut s'opposer au retour en force du PAIGC au Cap-Vert, soutenu depuis la Guinée-Bissau par Cabral. En décembre 1974, le PAIGC et le Portugal signent un accord prévoyant la constitution d'un gouvernement de transition composé de Portugais et de Capverdiens. Le 30 juin 1975, les Capverdiens élisent une Assemblée nationale à laquelle le Portugal reconnaît la souveraineté le 5 juillet. Aristides Pereira, figure du mouvement anti-colonial et dirigeant du PAIGC, devient le premier président du pays.

### Depuis l'indépendance (1975)

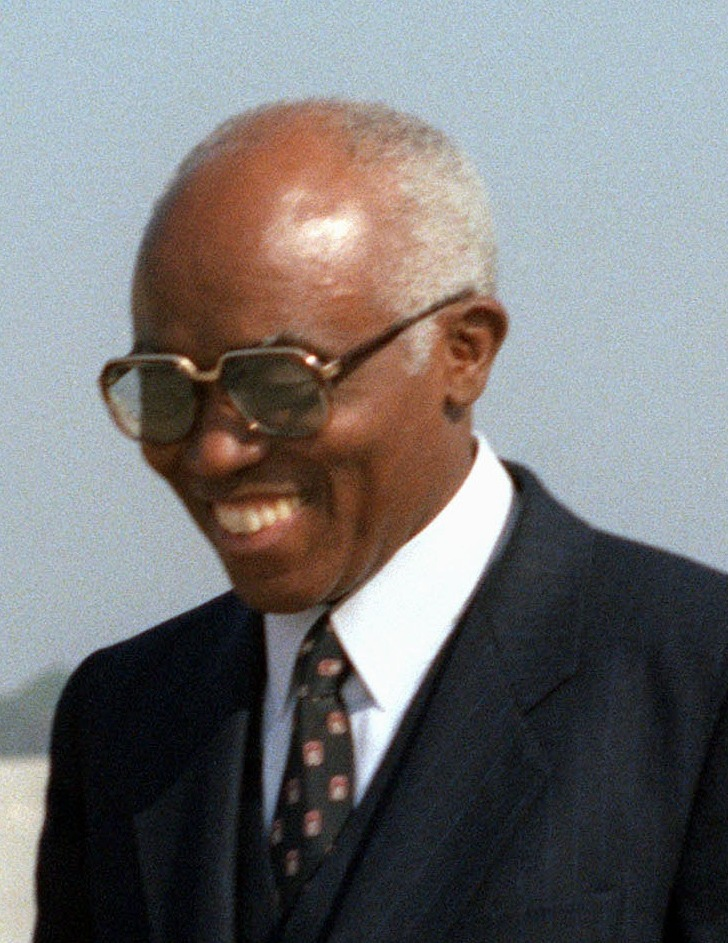
Aristides Pereira, meneur indépendantiste et premier président du Cap-Vert. Il dirige un régime à parti unique d'inspiration marxiste de 1975 à 1991.

Dès 1975 est envisagée la réunion du Cap-Vert et de la Guinée-Bissau. Le coup d'État en Guinée de novembre 1980 provoque un refroidissement des relations diplomatiques entre les deux pays. Le projet d'union est ainsi enterré, et le PAIGC modifie son nom en PAICV (Parti africain pour l'indépendance du Cap-Vert). Il instaure un régime à parti unique d'inspiration marxiste (bien que non-aligné) qui perdure jusqu'en 1990, année où le Cap-Vert s'ouvre au multipartisme. Contraint par la pression populaire, qui réclame davantage de démocratie, le PAICV réunit un congrès extraordinaire en février 1990 pour effectuer des modifications de la Constitution. Plusieurs partis d'opposition s'unissent pour former le Mouvement pour la Démocratie (MPD) en avril 1990 à Praia, et contestent la légitimité de l'élection présidentielle prévue en décembre 1990.
Le système à parti unique est officiellement aboli le 28 septembre 1990, et les premières élections libres ont lieu en janvier 1991. Elles voient la large victoire (73,5 %) du candidat du Mouvement pour la Démocratie, António Mascarenhas Monteiro, qui défait Aristides Pereira, président en fonction depuis 1975. Les élections législatives de décembre 1995 accordent une large majorité à l'Assemblée nationale au MPD, avec 50 sièges sur 72. Monteiro est réélu en 1996 et ne se représente pas en 2001. Le candidat du PAICV, Pedro Pires, remporte l'élection de février 2001 et est lui aussi réélu pour un second mandat. Depuis 2011, le président est le dirigeant du MPD Jorge Carlos Fonseca.
Le 23 juillet 2008, l'Organisation mondiale du commerce (OMC) accueille le Cap-Vert qui devient le 153e pays membre. Le pays bénéficie d'une alternance pacifique des deux principaux partis, le Mouvement pour la démocratie (MPD), et le Parti africain pour l'indépendance du Cap-Vert (PAICV, l'ancien parti unique), qui se succèdent au pouvoir, et quelquefois y cohabitent (avec un président de l'un et un premier ministre de l'autre). L'archipel souffre par contre du réchauffement climatique et de sécheresses, d'autant plus que l'eau douce y est rare. Les gouvernements ont opté pour une politique de développement des énergies renouvelables[réf. souhaitée], ainsi que de l'écotourisme.

## Géographie

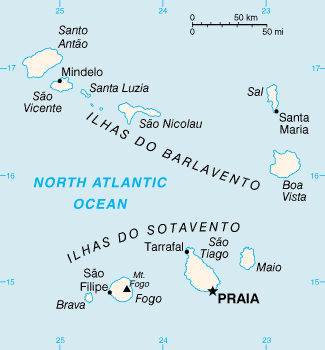
Carte du Cap-Vert.

L'archipel du Cap-Vert se trouve dans l'océan Atlantique, au large des côtes du Sénégal, plus précisément de la presqu'île du Cap-Vert. Cette dernière se trouve à 571 kilomètres de Boa Vista, l'île la plus proche, et à 838 km de Santo Antão, la plus éloignée. Les îles du Cap-Vert, avec les Canaries, Madère et les Açores, forment  la Macaronésie. L'archipel se situe entre les parallèles 14°48'  et 17°12'  de latitude nord, et entre les méridiens  22°40' et 25°22' de longitude ouest.
L'archipel a une forme de sabot de cheval et se compose de dix îles (dont une, Santa Luzia, est inhabitée) et huit îlots, recouvrant une superficie totale de 4 033 km2. Il se divise en deux séries d'îles :
- au nord, les îles de Barlavento (au vent) : Boa Vista, Sal, São Nicolau, Santa Luzia, São Vicente et Santo Antão.
- au sud, les îles de Sotavento (sous le vent) : Brava, Fogo, São Tiago ou  Santiago et Maio.

L'île la plus grande et la plus peuplée est celle de São  Tiago, qui comprend la capitale et plus grande ville du Cap-Vert, Praia. Trois îles (Sal, Boa Vista et Maio) présentent des paysages plats, sableux et secs. Les autres sont plus montagneuses et comportent davantage de végétation.
Le Cap-Vert bénéficie de quatre aéroports internationaux : l'aéroport Amílcar-Cabral sur l'île de Sal, l'aéroport Nelson-Mandela desservant Praia sur l'île de Santiago, l'aéroport Aristides-Pereira sur l'île de Boa Vista, et enfin l'aéroport Cesária-Évora sur l'île de São Vicente. La plupart des autres îles, dont Fogo et Maio, disposent d'aéroports régionaux.

### Géographie physique

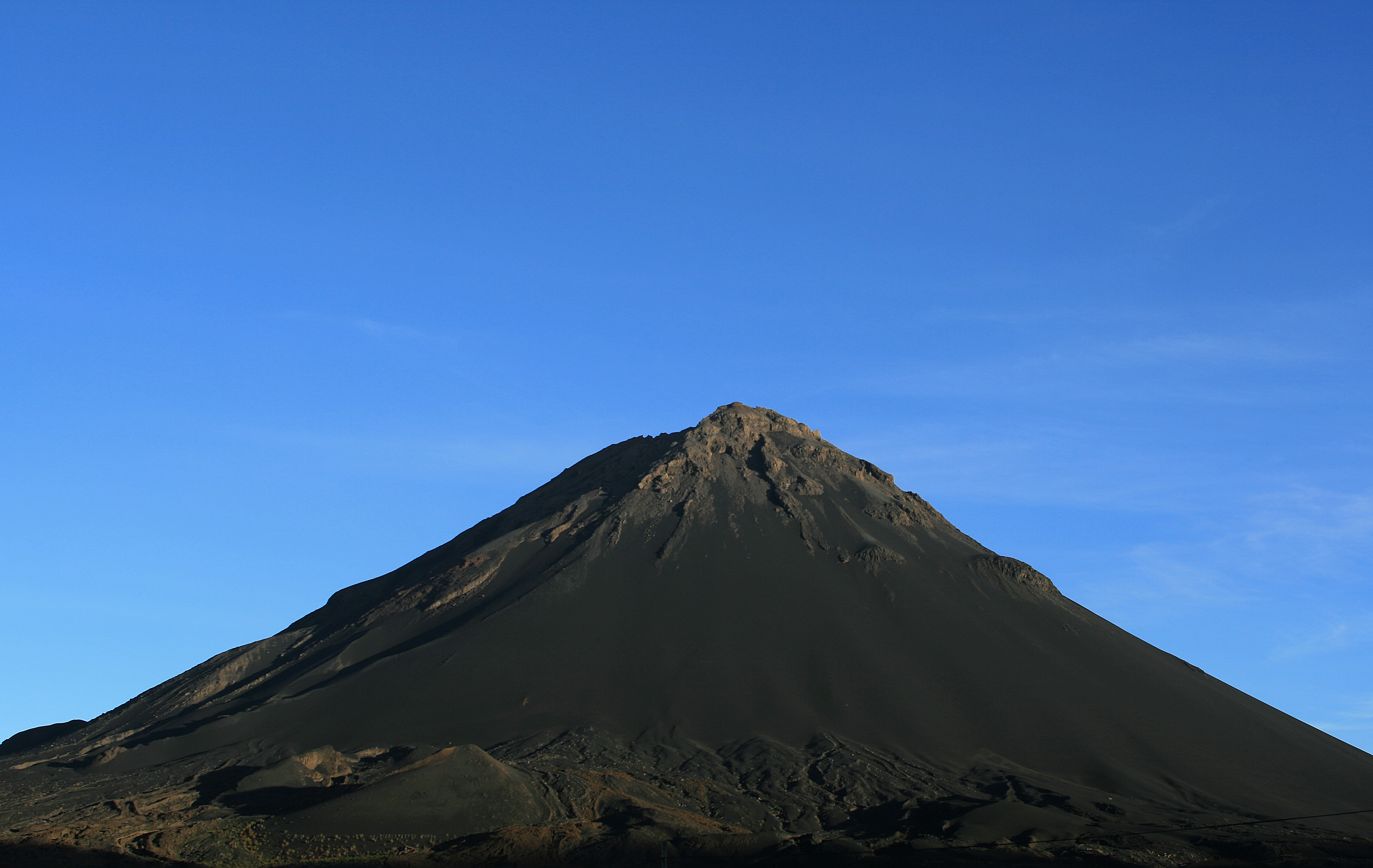
Le Pico do Fogo, point culminant du Cap-Vert (2829 m) et volcan actif, dont la dernière éruption remonte à 2014.

La composition géologique des îles est en grande partie d'origine volcanique. Dominée par les roches magmatiques et plutoniques, elle présente des structures caractéristiques des reliefs volcaniques ainsi que des débris pyroclastiques. Sa succession pétrologique est comparable à celle des autres îles de la Macaronésie (Canaries, Madère et Açores). Des anomalies magnétiques identifiées à proximité de l'archipel montrent que sa structure géologique date d'il y a 125 à 150 millions d'années. Les îles elles-mêmes sont apparues il y a huit (à l'ouest) à vingt (à l'est) millions d'années. Les roches les plus anciennes se trouvent à Maio et sur la péninsule nord de Santiago : il s'agit de pillow lavas datant d'il y a 128 à 131 millions d'années. La première phase du volcanisme capverdien a lieu au début du Miocène et atteint son paroxysme à la fin de cette époque, lorsque les îles atteignent leur taille maximale. Depuis l'apparition de l'humanité, les épisodes volcaniques se sont limités à la seule île de Fogo.

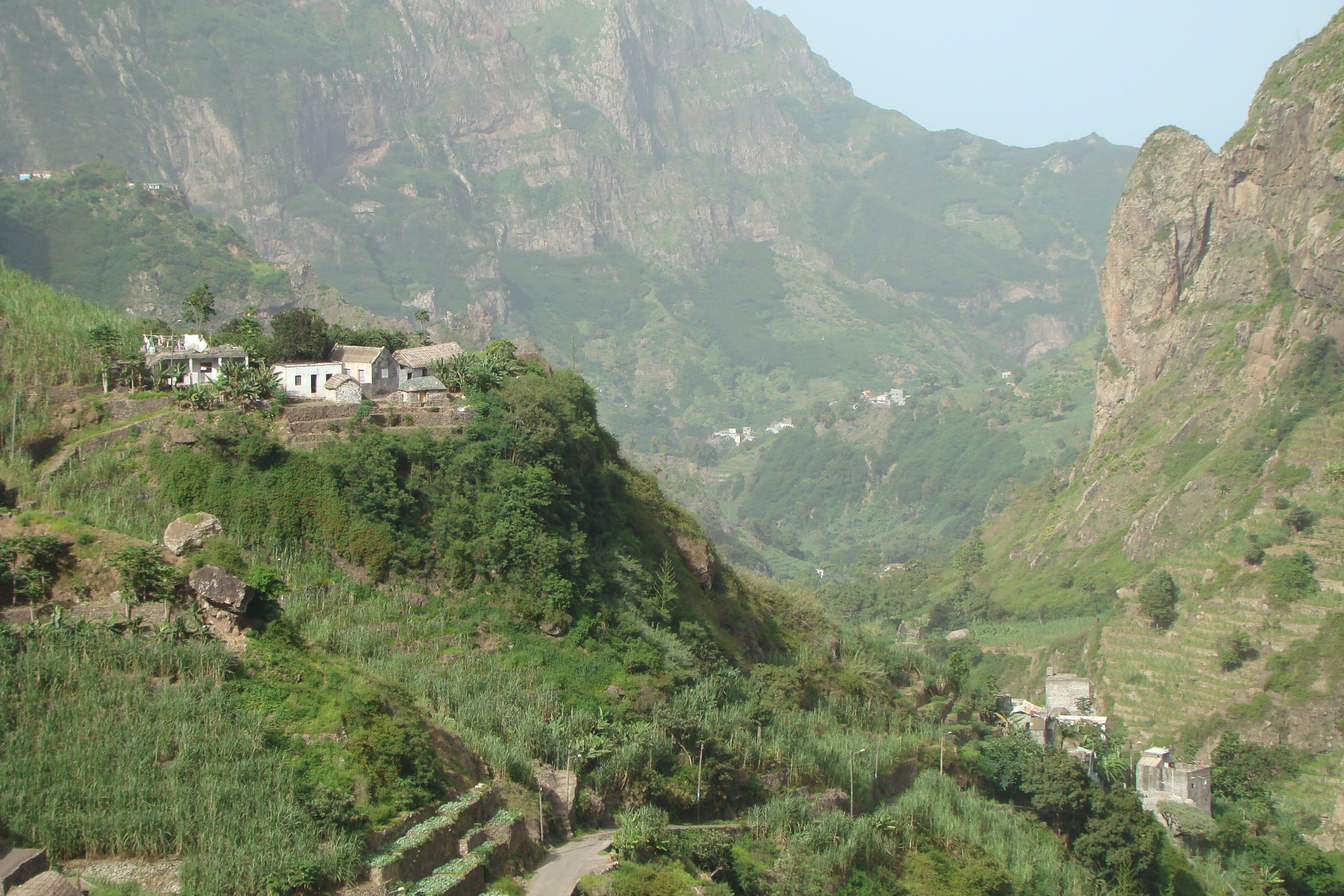
La vallée de Paul, sur l'île de Santo Antão.

L'activité volcanique de ces îles s'explique par la présence d'un point chaud associé à un phénomène de houle bathymétrique, qui aurait formé les îles. Le Pico do Fogo (« Pic de feu ») est le plus grand volcan actif de la région : les dernières coulées de lave ne datent que de 1995 et 2014. Point culminant du Cap-Vert (2 829 m), il possède une caldeira en arc de cercle d'environ huit kilomètres de diamètre et de 1 600 mètres d'altitude. Formée après l'évacuation du magma lors d'une éruption, elle aurait subi un effondrement de près de 800 mètres il y a environ 250 000 ans. Elle récupère les eaux pluviales lors de la saison des pluies : absorbées par le sol très poreux, elles forment de nombreuses sources au bas de la montagne. En raison de leur formation d'origine volcanique, la plupart des îles ont un relief escarpé. Sur l'île de Santiago, se trouve un autre sommet remarquable. Il s'agit du Pico da Antónia, un ancien volcan dont l'altitude atteint 1 394 mètres.
Il existe également de vastes déserts de sel sur les îles de Sal et de Maio. À Santiago, Santo Antão, et São Nicolau, des champs de canne à sucre ou des bananeraies se trouvent sur les pentes des volcans dominant l'île. Quelques falaises ont été formées par de violents glissements de terrain. D'après le président de Nauru, le Cap-Vert est le huitième pays le plus menacé par la montée du niveau de la mer engendrée par le réchauffement climatique ; il est à ce titre membre de l'AOSIS.

### Climat
Le climat y est chaud et sec, avec une moyenne des températures située entre 20 et 25 °C. Durant les mois de janvier et février, l'archipel subit l'influence des tempêtes de sable venues du Sahara.
Bien qu'un bon nombre d'ouragans affectant l'Amérique du Nord et les Antilles, entre mai et novembre, provenant d'ondes tropicales sortant au large de la côte africaine, passent par les îles du Cap-Vert, le pays a généralement peu à souffrir de ces systèmes. Ils sont seulement associés avec des zones orageuses désorganisées, étant dans leur stade très préliminaire de formation. Ainsi, l'ouragan Fred de 2015 (catégorie 1) était le premier ouragan à toucher ce petit pays depuis 1892 selon le National Hurricane Center américain. Ses vents en rafales à 140 km/h ont arraché des arbres dans certaines îles, les fortes houles ont détruit des équipements de la Marine sur une île, la compagnie aérienne cap-verdienne a annulé ses vols intérieurs et internationaux, les réseaux de télécommunications étaient affectés dans certaines zones, mais aucun décès n'a été signalé, selon la Protection civile cap-verdienne et l'Institut national de la météorologie et géophysique (INMG, public).
| Mois                                | jan. | fév. | mars | avril | mai | juin | jui. | août | sep. | oct. | nov. | déc. | année |
| ----------------------------------- | ---- | ---- | ---- | ----- | --- | ---- | ---- | ---- | ---- | ---- | ---- | ---- | ----- |
| Température minimale moyenne (°C)   | 20   | 19   | 20   | 20    | 21  | 21   | 23   | 24   | 25   | 24   | 23   | 21   | 22    |
| Température moyenne (°C)            | 22   | 22   | 22   | 23    | 24  | 24   | 25   | 26   | 26   | 26   | 25   | 23   | 24    |
| Température maximale moyenne (°C)   | 27   | 25   | 25   | 26    | 27  | 27   | 28   | 28   | 28   | 29   | 27   | 26   | 27    |
| Record de froid (°C)                | 17   | 13   | 16   | 17    | 16  | 18   | 18   | 20   | 21   | 20   | 20   | 17   | 13    |
| Record de chaleur (°C)              | 32   | 32   | 32   | 33    | 37  | 35   | 32   | 32   | 36   | 35   | 32   | 30   | 37    |
| Ensoleillement (h)                  | 310  | 280  | 341  | 330   | 341 | 300  | 279  | 217  | 240  | 279  | 300  | 279  | 3 496 |
| Précipitations (mm)                 | 0    | 0    | 0    | 0     | 0   | 0    | 10   | 90   | 20   | 40   | 0    | 0    | 150   |
| Nombre de jours avec précipitations | 0    | 0    | 0    | 0     | 0   | 0    | 1    | 6    | 2    | 3    | 0    | 0    | 16    |
| Humidité relative (%)               | 61   | 58   | 57   | 56    | 57  | 61   | 67   | 72   | 74   | 67   | 64   | 63   | 63    |

| Diagramme climatique                                  |       |       |       |       |       |        |        |        |        |       |       |
| J                                                     | F     | M     | A     | M     | J     | J      | A      | S      | O      | N     | D     |
| 27200                                                 | 25190 | 25200 | 26200 | 27210 | 27210 | 282310 | 282490 | 282520 | 292440 | 27230 | 26210 |
| Moyennes : • Temp. maxi et mini °C • Précipitation mm |       |       |       |       |       |        |        |        |        |       |       |

## Environnement

### Milieux
L'archipel constitue une écorégion terrestre dans la classification du Fonds mondial pour la nature sous le nom de « forêts sèches des îles du Cap-Vert ». Elle appartient au biome des forêts de feuillus sèches tropicales et subtropicales de l'écozone afrotropicale.
La végétation indigène est aujourd'hui gravement fragmentée et se limite essentiellement aux sommets des montagnes et autres zones inaccessibles. Ces vestiges sont cependant importants, car ils contiennent quelques-unes des rares zones de forêts sèches en Afrique et abritent un certain nombre d'espèces endémiques.

### Flore
La flore du Cap-Vert est très diversifiée et caractérisée par un haut taux d'endémicité. Sur les 240 espèces d'Angiospermes indigènes, 85 sont endémiques. Parmi elles, on trouve notamment Aeonium gorgoneum, Campanula bravensis, Nauplius smithii, Artemisia gorgonum, Sideroxylon marginata, Lotus jacobaeus, Lavandula rotundifolia, Sarcostemma daltonii, Euphorbia tuckeyana et Erysimum caboverdeanum.

### Faune
Le Cap-Vert ne possède aucune espèce de mammifère indigène, cependant de nombreuses espèces ont été introduites. Parmi elles, un primate, le grivet d'Éthiopie (Cercopithecus aethiops), plusieurs espèces de chauves-souris, l'oreillard gris (Plecotus austriacus), la vespère de Savi (Hypsugo savii), la pipistrelle de Kuhl (Pipistrellus kuhlii) et une espèce de mangouste, la mangouste rouge (Galerella sanguinea). On trouve des chèvres marronnes sur l'île de Fogo, importées par les Portugais. Ils ont également introduit des rongeurs par accident.
Le territoire ne compte pas d'amphibien à l'état naturel, mais une espèce introduite Bufo regularis.
Le Cap-Vert abrite de nombreuses espèces d'oiseaux. On peut y observer 130 espèces migratrices, dont 36 qui nichent sur le territoire. Il compte également des espèces non migratrices, dont quatre sont endémiques : le martinet du Cap-Vert (Apus alexandri), l'alouette de Razo (Alauda razae), la rousserolle du Cap-Vert (Acrocephalus brevipennis) et le moineau du Cap-Vert (Passer iagoensis). Bien que non endémiques, le flamant rose (Phoenicopterus roseus) et le vautour percnoptère (Neophron percnopterus) sont très communs.
La faune du Cap-Vert est riche en arthropodes, elle compte 111 espèces d'araignées connues dont 41 % endémiques, 470 espèces de coléoptères dont 33 % endémiques, 251 espèces d'hyménoptères dont 33 % endémiques et 204 espèces de diptères dont 26 % endémiques.
La faune marine est constituée de coraux, de crustacés, de mollusques, de requins et d'autres poissons et de cétacés (dauphins, baleines). On y trouve plusieurs espèces de langoustes, comme Panulirus regius, Palinurus charlestoni, Panulirus echinatus et Scyllarides latus. Ces espèces ont été très exploitées en raison de leur valeur économique et sont maintenant en danger.
Les espèces de poissons les plus communes sont le thon jaune (Thunnus albacares), la bonite à ventre rayé (Katsuwonus pelamis), Decapterus macarellus, D. punctatus, Selar crumenophthalmus, Epinephelus guaza et Cephalopholis taeniops. Les requins présents appartiennent majoritairement au genre Centrophorus, on peut également observer le requin-tigre (Galeocerdo cuvier) et Mustelus mustelus.
L'archipel abrite 5 espèces de tortues marines : la tortue luth (Dermochelys coriacea), la tortue imbriquée (Eretmochelys imbricata), la tortue olivâtre (Lepidochelys olivacea), la tortue verte (Chelonia mydas) et la tortue caouanne (Caretta caretta). Ces tortues viennent tous les ans de mai à septembre pour déposer leurs œufs. Les plages de l'île de Boa Vista constituent le troisième site mondial de nidification des tortues caouannes.
En hiver, on peut observer la baleine à bosse (Megaptera novaeangliae) qui se reproduit probablement près de l'archipel durant cette période.

## Politique

### Système politique
Le Cap-Vert est une démocratie représentative, ayant pour régime une république de type semi-présidentiel,. La constitution, adoptée en 1980 et révisée en 1992, 1995 et 1999, définit les principes de base du gouvernement. Le président est le chef de l'État et est élu par les citoyens pour un mandat d'une durée de cinq ans. Le Premier ministre est à la tête du gouvernement et nomme les ministres et secrétaires d'État. Il est désigné par l'Assemblée nationale, avec approbation du président.
Les membres de l'Assemblée nationale sont également élus pour un mandat de cinq ans. Deux partis dominent la vie politique capverdienne depuis l'indépendance :
- le PAICV (ex-PAIGC) : initialement d'obédience communiste, le PAICV est le parti unique du régime sous la présidence d'Aristides Pereira. Il évolue vers la social-démocratie et le socialisme démocratique à la fin du XXe siècle et demeure aujourd'hui la principale force politique du pays.
- le Mouvement pour la démocratie (MPD) : ce parti libéral de centre-droit constitue la principale opposition au PAICV. Deux présidents sont issus de ses rangs : António Mascarenhas Monteiro (1991-2001) et Jorge Carlos Fonseca (2011-2021).

En raison de l'alternance régulière entre les partis depuis 1991 et de la liberté dont bénéficie la presse, le Cap-Vert est considéré comme l'un des pays les plus démocratiques au monde : il figure au 26e rang de l'Indice de démocratie en 2018.
Le système judiciaire se compose d'une cour suprême de justice, dont les membres sont nommés par le président, l'Assemblée nationale et le Comité judiciaire, ainsi que de tribunaux répartis sur le territoire. Il existe des chambres traitant les affaires civiles, pénales et administratives. L'appel est effectué auprès de la Cour suprême.

### Relations diplomatiques

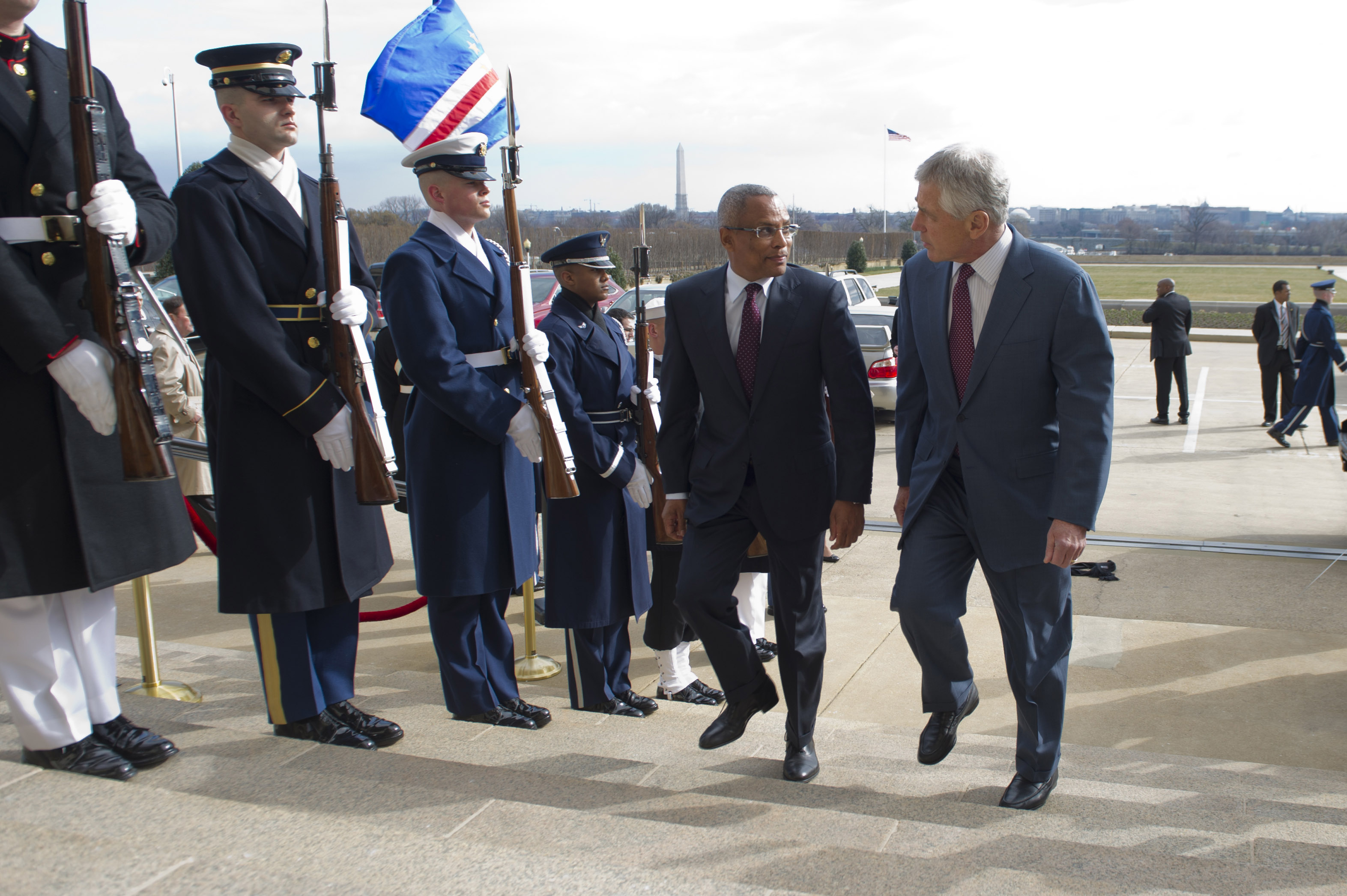
Le Premier ministre José Maria Neves avec le secrétaire à la Défense des États-Unis Chuck Hagel, en mars 2013 à Washington.

Sur le plan diplomatique, le Cap-Vert mène une politique de non-alignement tout en développant des relations de partenariat avec des États alliés. Le Cap-Vert montre un intérêt particulier pour les affaires étrangères, notamment sur le continent africain. Treize États disposent d'une ambassade dans la capitale Praia : l'Angola, le Brésil, la Chine, la Libye, Cuba, la France, l'Allemagne, le Portugal, l'Espagne, le Sénégal, la Russie, le Luxembourg et les États-Unis.
En outre, le pays entretient des relations bilatérales avec plusieurs États lusophones et est membre de plusieurs organisations internationales, dont l'ONU et la CEDEAO. En 2011, il ratifie le Statut de Rome et reconnaît ainsi l'autorité de la Cour pénale internationale. Enfin, il envoie des représentants dans la plupart des conférences politiques et économiques internationales.

#### Avec l'Union européenne
Le gouvernement du Cap-Vert a conclu avec la Commission européenne des accords permettant le versement de fonds de développement à l'archipel. Ces fonds substantiels ont pour objectif la réduction de la pauvreté dans l'archipel et le développement des infrastructures. L'accord réserve également une aide d'urgence en cas de catastrophe humanitaire. Depuis 2007 et la signature de l'Accord de Cotonou, le Cap-Vert dispose d'un statut de partenaire spécial avec l'Union européenne, qui pourrait lui permettre de formuler une demande d'adhésion.
L'agence Frontex, assurant la sécurité des frontières extérieures de l'Union, a conclu un accord bilatéral avec le Cap-Vert pour lutter contre l'immigration illégale en provenance du continent africain. Ce partenariat permet des opérations communes en mer et implique un alignement progressif des méthodes de gestion des frontières maritimes du Cap-Vert sur celles de l'Union Européenne.

#### Avec les États-Unis
Les États-Unis disposent d'une représentation diplomatique au Cap-Vert depuis 1818. Ils ont fourni de l'aide humanitaire d'urgence et un soutien financier au Cap-Vert durant les années qui ont suivi l'indépendance du pays, notamment après des catastrophes naturelles, dont l'ouragan qui ravagea l'île de Brava en 1982, ou l'éruption volcanique à Fogo en 1995. Le pays peut également bénéficier de tarifs douaniers spéciaux dans le cadre de l'African Growth and Opportunity Act (AGOA) et a signé un accord permettant la traversée de son espace aérien. Le 4 juillet 2005, le Cap-Vert devient le troisième pays à s'engager dans le programme bilatéral de développement financé par le gouvernement américain, le Millennium Challenge Account. 110 millions de dollars sont investis en cinq ans pour favoriser le développement économique en milieu rural, la construction d'infrastructures et encourager la multiplication des prêts bancaires.

### Armée
Les forces armées du Cap-Vert (« Forças Armadas Cabo Verdeanas », FACV) comptent 1 200 militaires.

## Économie

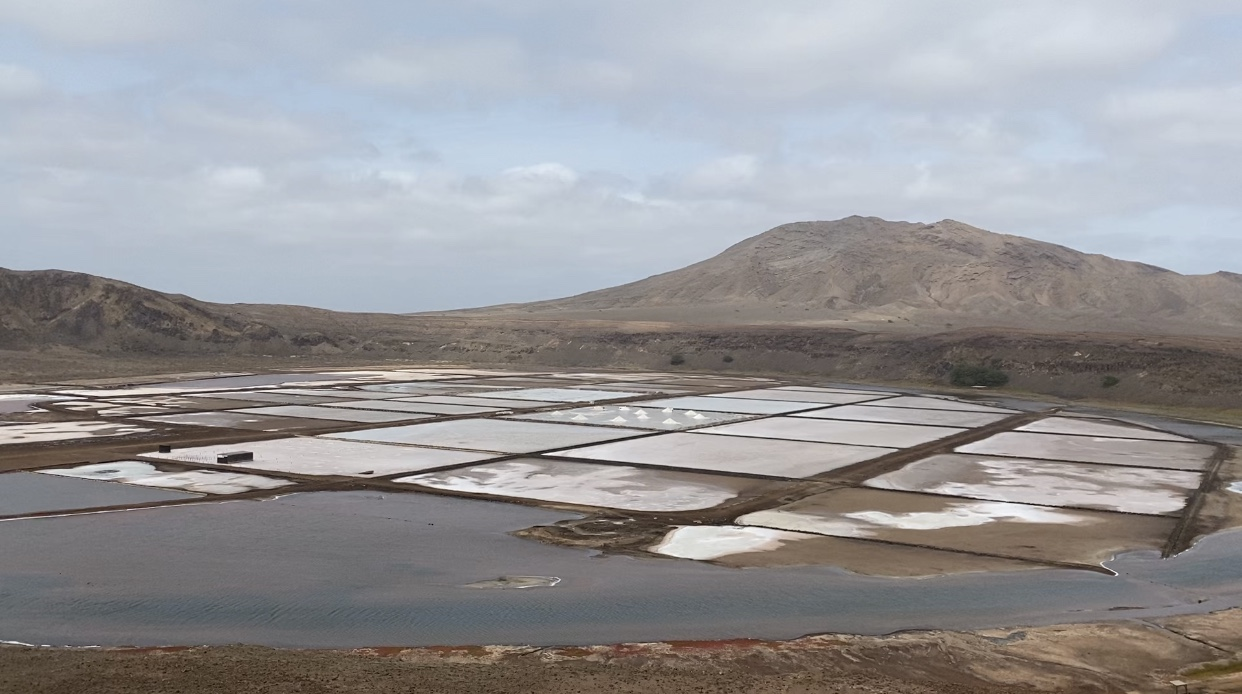
Exploitation du sel sur l'île de Sal.

Lorsqu'il accède à l'indépendance en 1975, l'archipel du Cap-Vert hérite d'une situation économique difficile, n'ayant pas bénéficié d'investissement économique de la part du Portugal et ayant subi plusieurs années de sécheresse. L'agriculture de ce territoire ne peut couvrir qu'une faible partie des besoins alimentaires, moins de 10 %. La balance commerciale est profondément déficitaire, de l'ordre de 93 %, et les caisses de l'État sont vides.
Les premiers dirigeants du nouvel État indépendant sont issus du mouvement indépendantiste et créateurs d'un parti, le Parti africain pour l'indépendance du Cap-Vert (PAICV), qui est initialement promu comme parti unique, au pouvoir dans la deuxième moitié des années 1970 et dans les années 1980. Ces dirigeants cherchent à restaurer l'activité agricole, développer la pêche, l'exploitation du sel, le tourisme, et amorcer la création d'une industrie (conserveries, cimenteries, textiles). Un plan de reforestation est également lancé. La santé et l'éducation figurent aussi parmi les priorités.
L'arrivée au pouvoir du Mouvement pour la démocratie (MPD, centre droit) en 1991 accélère le passage à l'économie de marché (commencé dès les années 1980). Le gouvernement lance alors un programme de privatisation et en appelle aux investisseurs étrangers (banques, centrales électriques, stations-service, etc.). Au XXIe siècle, le pays connaît une certaine stabilité politique marquée par une alternance démocratique entre le MPD et l'ancien parti unique, le PAICV. Il bénéficie d'un développement économique. Si le secteur agricole ne représente encore, avec la pêche, que 10 % environ du PIB dans les années 2010, il emploie 50 % de la population active. Les activités de services et de tourisme se développent.
L'économie est orientée vers les services : le commerce, les transports, le tourisme et les services publics représentent trois quarts du PIB. Le pays dépend aussi de l'aide au développement, des investissements étrangers et des transferts de fonds. Ses ressources naturelles principales sont essentiellement le sel, la pouzzolane (quelques milliers de tonnes extraites du sol chaque année, utilisée dans la fabrication du ciment), et la pêche. La croissance annuelle moyenne se situe autour de 5 % au début des années 2010, l'inflation est maîtrisée et le PIB par habitant s'élève en 2010 à 3 000 dollars, une bonne performance comparée aux autres pays d'Afrique subsaharienne. L'escudo cap-verdien était arrimé à parité fixe depuis le 5 juillet 1998 à l'escudo portugais avant de l'être à l'euro depuis 1999, au taux de change de 110,265 escudos pour un euro.
En 2020, la pandémie de Covid-19 contraint le gouvernement à prendre des mesures sanitaires visant à freiner la propagation du virus dans l'archipel, comme la suspension des transports aériens et maritimes vers les îles, entraînant ainsi un manque à gagner pour l'industrie du tourisme, qui représentait avant cette crise 20 % du PIB.

## Transports

### Transport aérien
Les aéroports internationaux du Cap-Vert sont l'aéroport international Amílcar-Cabral, l'aéroport international de Praia, l'aéroport de Rabil et l'aéroport international Cesária-Évora.

### Transport maritime
Cap-Vert compte quatre ports internationaux à Mindelo, Praia, Palmeira et Sal Rei.
Le port de Mindelo, sur São Vicente, est le principal port des navires de croisière et le terminus du service de traversiers vers Santo Antão.
Le port de Praia sur Santiago est la principale plaque tournante des services de traversiers vers les autres îles.

### Transport routier
Le Cap-Vert compte trois catégories de routes nationales (EN1, EN2, EN3), une catégorie de routes rurales (ER) et une catégorie de routes communales (EM).
La longueur totale du réseau routier national est de 1 113 km ; la longueur totale du réseau routier communal est de 537 km. Parmi les routes nationales, 36 % (en longueur) sont asphaltées.

## Énergie

### Énergies renouvelables
Alors que l'électricité est produite à partir de fioul et diesel, le pays développe les énergies renouvelables (éolien et solaire) dans les années 2010, avec 25 % du mix énergétique (4 fermes éoliennes).

## Démographie et société
Le Cap-Vert est resté inhabité jusqu'à l'arrivée des colons portugais en 1456 et sa population est issue d'un métissage entre ces derniers (en particulier des Portugais des Açores et de Madère) et les esclaves en provenance du continent africain, surtout d'Afrique de l'Ouest. Un certain nombre d'autres Européens s'installèrent également sur l'archipel, ainsi qu'une communauté de juifs espagnols et portugais fuyant l'Inquisition. Ils se sont tous rapidement assimilés.
La population, descendant des esclaves transportés par les Portugais pour travailler dans les plantations ou être vendus au Brésil, est composée d'un fonds très métissé. Les Blancs n'étaient que 3 % à l'indépendance et les métis constituent plus de deux tiers des citadins. Jeune (45 % de moins de 15 ans), cette population encore très rurale (70 %) croît au rythme de 1,9 % l'an [estimation 1997], et la pauvreté du pays contraint de nombreux Cap-Verdiens à s'expatrier. De plus, sous l'influence d'un exode rural, près de 30 % de la population réside désormais dans les villes de Praia et de Mindelo (50 000 habitants).
La diaspora – environ 700 000 ressortissants à l'étranger pour 500 000 personnes résidentes dans les pays suivants : États-Unis, Portugal, France, Luxembourg, Pays-Bas, Sénégal, Suisse, Angola, et Sao Tomé-et-Principe[réf. nécessaire]. Son rôle économique est capital pour les gains en devises, mais les migrations sont menacées en raison des contrôles renforcés aux frontières européennes. Le portugais est la langue officielle. Le créole crioulo est la langue nationale. Les Cap-Verdiens sont en majorité catholiques (93,2 %). À l'étroit sur une terre exiguë et peu fertile, la population capverdienne subit de très nombreuses famines jusqu'à l'indépendance du pays en 1975. Aujourd'hui, l'aide alimentaire a permis d'éradiquer les famines mais le Cap-Vert reste une terre d'émigration.
Avec 583 255 habitants en 2020, le Cap-Vert est l'un des pays les moins peuplés d'Afrique. Sa population en 2020 est composée à 27,95 % de personnes entre 0 et 14 ans, à 66,57 % de personnes entre 15 et 64 ans et de 5,48 % personnes de 65 ans ou plus. Sa densité humaine est de 145 hab./km2. Les hommes ont une espérance de vie de 70,8 ans, alors que pour les femmes, celle-ci est de 75,6 ans.
Le pays connait en 2020 un taux de croissance de la population de 1,28 %, avec un taux de natalité de 19,1 ‰, un taux de mortalité de 5,9 ‰, un taux de mortalité infantile de 19,7 ‰, un taux de fécondité de 2,16 enfants par femme et un taux de migration négatif de -0,6 %.

### Groupes ethniques
Selon la CIA, les groupes ethniques du Cap-Vert sont, en 2019 : Créoles (mulâtres) 71 %, Africains 28 % et Européens 1 %.

### Émigration et immigration
- Diaspora cap-verdienne (en)

### Religion
Le catholicisme (72-85 %), importé par les Portugais, est la première religion du pays,,. Des cours de morale et d'éducation catholiques sont dispensés dans les écoles par des enseignants recrutés par l'État. Le clergé a d’ailleurs une grande influence sur la vie sociale et politique du pays. Les églises sont présentes partout. À Cidade Velha, ancienne capitale sur l’île de Santiago, se trouvent les ruines de la première cathédrale africaine. Contrairement à Cuba ou au Brésil, par exemple, il n’y a a priori pas eu au Cap-Vert de fusion avec des rituels animistes. Les Cap-Verdiens pratiquent la même religion que les Portugais.
La deuxième religion du pays est le protestantisme (4 %). Presque chaque ville possède son temple. Les principales dénominations protestantes au Cap-vert sont les Nazaréens et les Baptistes, puis viennent l’Église Adventiste du Septième Jour et les Pentecôtistes (Assemblées de Dieu).
L'islam (1,3 à 2,8 %), fait son apparition avec l'arrivée d'immigrés comme des Sénégalais, des Gambiens, des Nigérians, et autres pays en provenance de l'Afrique de l'ouest.
Le judaïsme s'implante dès le XVIe siècle, les juifs fuient alors l'Inquisition au Portugal. Il n'y a plus de communauté juive au Cap-Vert.
Les agnostiques et athées représenteraient 10 % de la population.

### Langues
La langue officielle du Cap-Vert est le portugais mais les habitants parlent majoritairement le créole capverdien (crioulo en portugais, criolo ou criol en créole capverdien). L'anglais et le français sont enseignés à l’école. Le Cap-Vert fait partie de l'Organisation internationale de la francophonie et de l'Assemblée parlementaire de la francophonie. Il existe des variations régionales du créole, propres à chacune des neuf îles habitées, mais qui ne sont pas suffisamment importantes pour empêcher la compréhension entre les habitants. Les différents créoles du Cap-Vert peuvent être séparés en deux groupes : les créoles de Sotavento (Brava, Fogo, Santiago et Maio) et les créoles de Barlavento (Boa Vista, Sal, São Nicolau, São Vicente et Santo Antão).
Les régions de Ribeira Grande, de Santiago et de Santa Catarina do Fogo sont membres de l'Association internationale des régions francophones. De plus, les municipalités de Praia et São Vicente sont membres de l'Association internationale des maires francophones.

### Santé

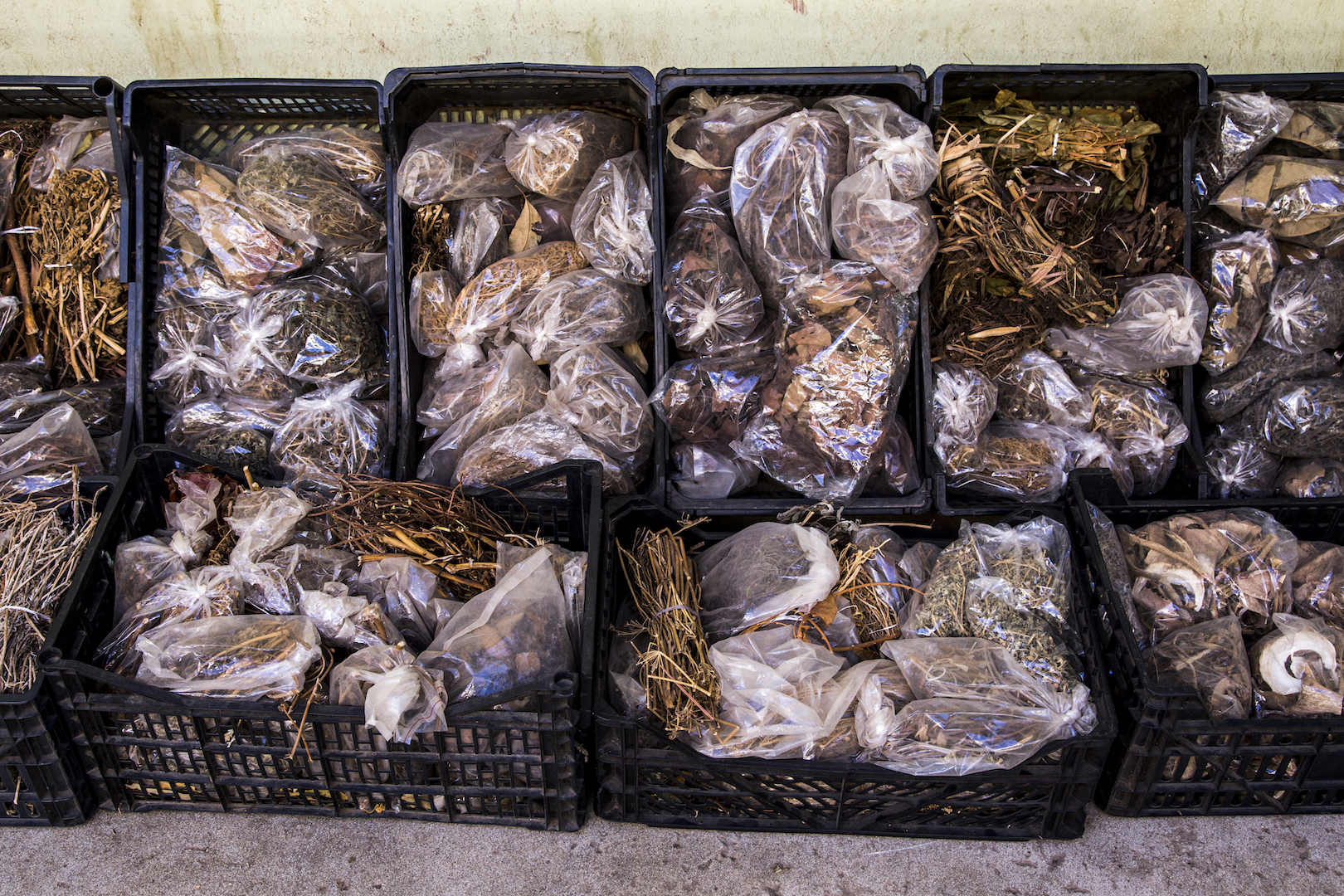
Herboristerie traditionnelle à Mindelo.

Le 12 janvier 2024, l'Organisation mondiale de la santé annonce que le Cap-Vert a officiellement éradiqué le paludisme.

## Culture
La culture du Cap-Vert est d’origine africaine et portugaise. Il existe différents genres de musique comme le funaná, la coladeira, la morna (rendue célèbre dans le monde entier grâce à Cesária Évora), la mazurca ou encore le batuque.
Apprécié plutôt par les jeunes, le colá-zouk, mélange de zouk avec la coladeira, se rapproche du zouk des Antilles françaises, soit sous sa forme originaire, soit sous des formes dérivées. Quelques-uns de ses meilleurs représentants sont, entre autres, Gil Semedo Moreira et Suzanna Lubrano (qui a gagné un Kora Awards en 2003) qui vivent aux Pays-Bas.
Si Césaria Évora reste encore l'étendard du Cap-Vert, la jeune génération de chanteuses, représentée par Mayra Andrade, Elida Almeida, Nancy Vieira, Lura ou Sara Tavares, se fait connaître en Europe et dans le monde lusophone.
Le Festival de musique de Baía das Gatas a acquis une notoriété internationale.
| Date         | Nom français                                  | Nom local                                | Remarques                                                              |
| ------------ | --------------------------------------------- | ---------------------------------------- | ---------------------------------------------------------------------- |
| 1er janvier  | Nouvel an                                     | Ano Novo                                 |                                                                        |
| 13 janvier   | Jour de la démocratie                         | Dia da Democracia                        |                                                                        |
| 20 janvier   | Fête des héros                                | Dia dos Heróis Nacionais                 | Commémoration de la mort d'Amilcar Cabral                              |
| février      | Carnaval                                      | Carnaval                                 | Jour du mardi gras : celui de l'île de São Vicente est le plus renommé |
| 8 mars       | Journée internationale des droits de la femme | Dia internacional dos direitos da mulher |                                                                        |
| avril        | Pâques                                        | Páscoa                                   |                                                                        |
| 5 juillet    | Jour de l'Indépendance                        | Dia da Independência                     |                                                                        |
| 1er novembre | Toussaint                                     | Dia de Todos os Santos                   |                                                                        |
| 25 décembre  | Noël                                          | Natal                                    |                                                                        |